# Berglitzl

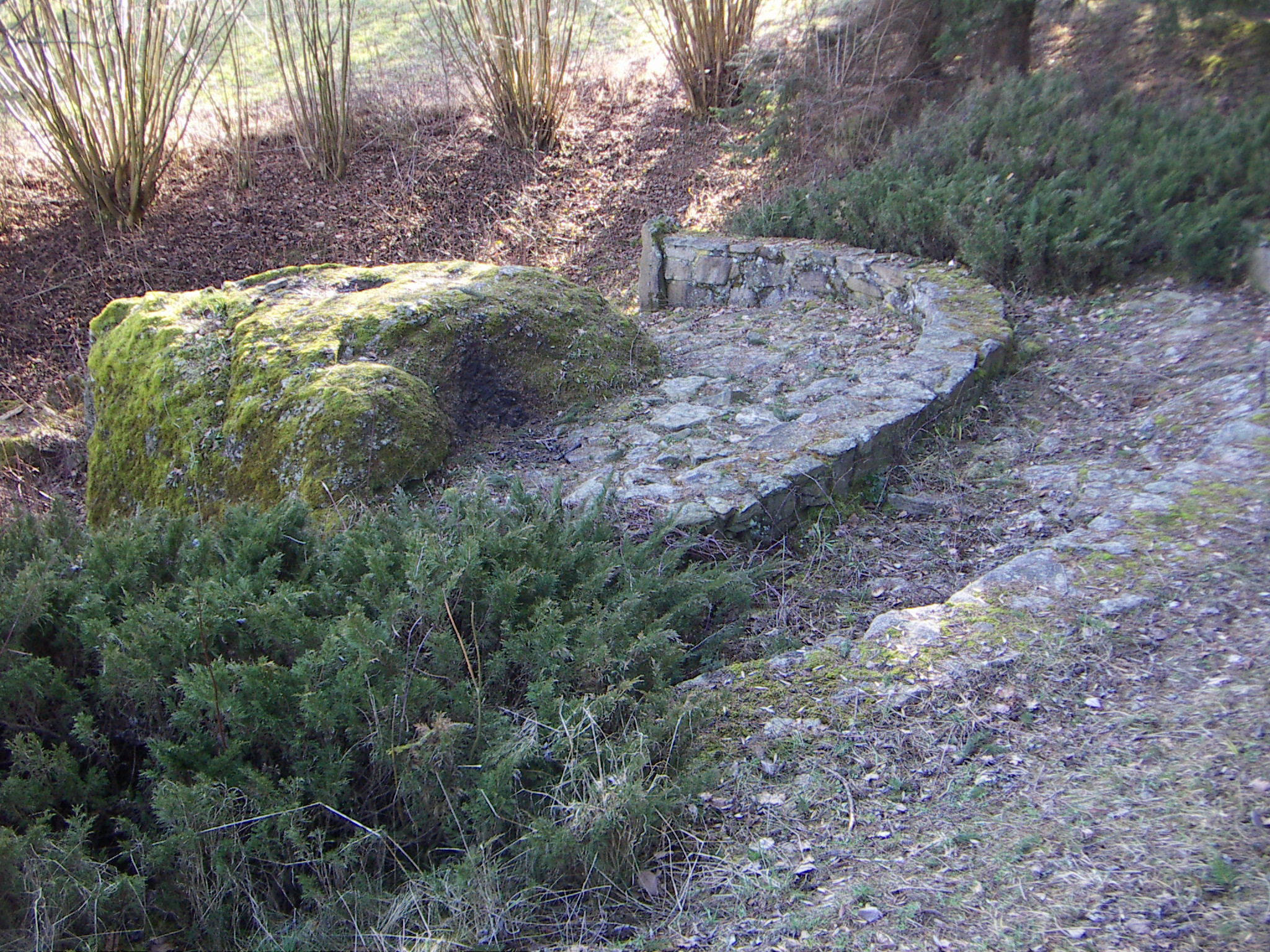
Neolithisch-Frühbronzezeitlicher Schalenstein

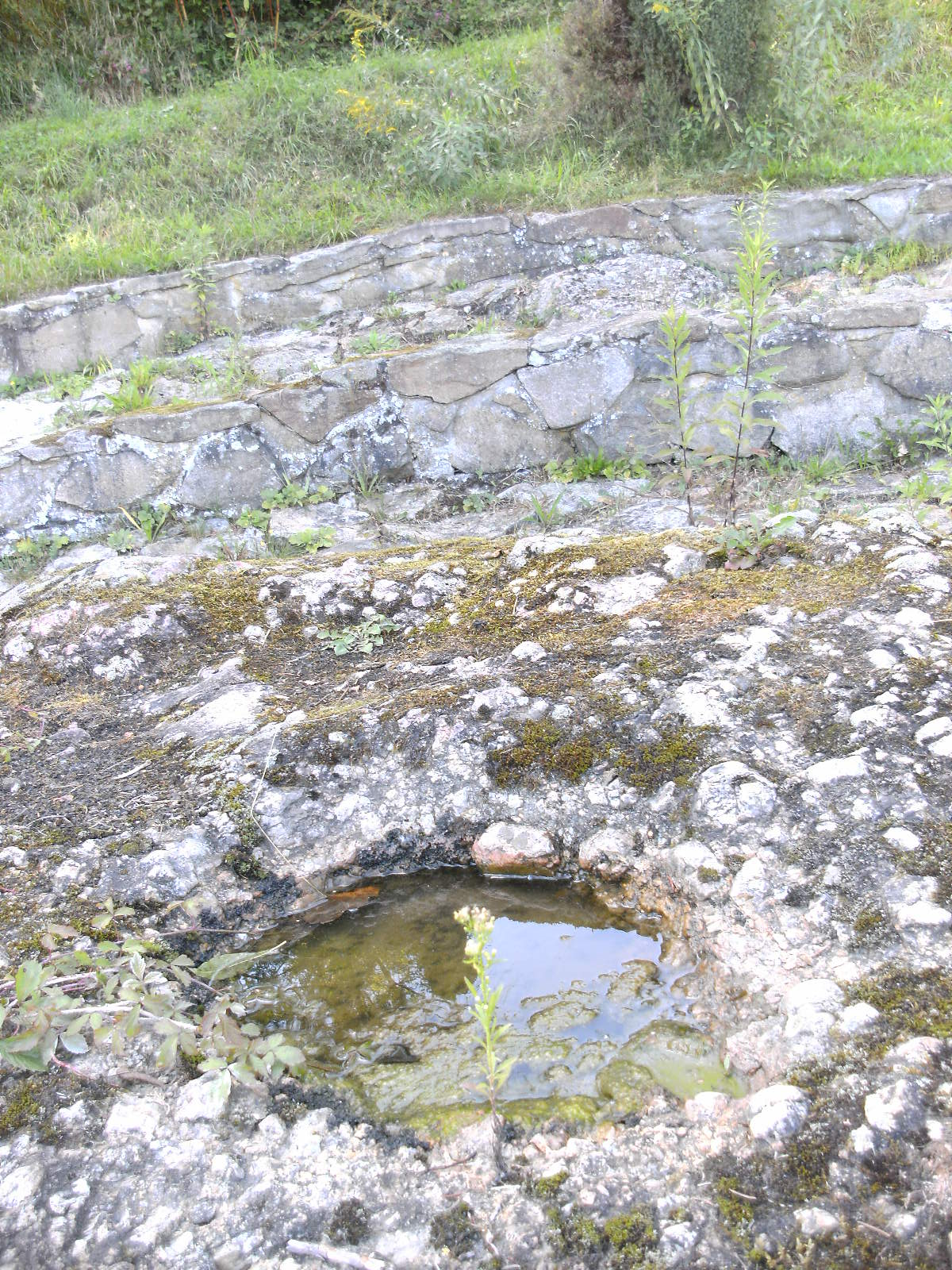
Der Schalenstein fungierte als Opferschüssel und war wichtiger Bestandteil der Kultanlage

Berglitzl ist die Bezeichnung einer der bedeutendsten prähistorischen Kultstätten des Donauraums mit einem fünftausendjährigen Kontinuum als Heiligtum an der ehemaligen Ostflanke der Mündung des Flusses Gusen in die Donau.
Sie liegt südlich des Dorfes Gusen in der Gemeinde Langenstein, Oberösterreich, nördlich der Donau. Die der Berglitzl gegenüberliegende Seite der Donau war von jeher durch die nahen Mündungsgebiete der Flüsse Traun und Enns mit ihren Verkehrswegen von Süden nach Norden bestimmt. Die Nutzung als Kultplatz überspannt eine Periode von der Mittelsteinzeit (Mesolithikum) bis zum 10. Jahrhundert n. Chr.

## Besonderheiten der Berglitzl
Besonderheiten der Berglitzl sind:
- altsteinzeitliche Granitsteinpflasterung aus dem Aurignacien[2] als Ritus-Gruppe
- intensiv genutzter mittelsteinzeitlicher (mesolithischer) Werkplatz
- unzerstört gebliebene mittel- bis spät-jungsteinzeitliche ortsfeste Kultanlage
- frühbronzezeitliche Kultanlage am exakt gleichen Ort der mittel- bis spät-jungsteinzeitlichen Kultanlage
- der Ritus des gepflasterten Opferplatzes
- die neue Ritusausprägung von in gleicher Richtung am gleichen Ort angelegten Opferschächten

Darüber hinaus sind die frühe Jungsteinzeit und die La-Tène-Zeit auf der Berglitzl durch Funde vertreten.
Bemerkenswert ist auch, dass auf der Berglitzl bis zum 10. Jahrhundert n. Chr. am Ort der frühbronzezeitlichen Opferschächte in gleicher Anordnung ähnliche Gruben angelegt wurden, welche mit dem etwas früher angelegten und zeitgleichen Gräberfeld aus dem 8. und 9. Jahrhundert in Verbindung stehen.

## Die Berglitzl als Element der Landschaft
Die Berglitzl bildete bis zur Regulierung der Donau in der Mitte des 19. Jahrhunderts den vordersten Bereich einer bis zum Hauptstrom ragenden Landzunge und ragt noch heute bei Hochwasser als inselartige Erhöhung etwa 13 Meter über das weitgehend ebene Geländeniveau. Die Berglitzl besteht aus einer im Westen schroff abfallenden Granitsteinwand und einer sanft abfallenden Flanke im Osten und Südosten aus Löss und Schwemmsedimenten. Sie hat eine Ausdehnung von etwa 150 Metern von Norden nach Süden und etwa 90 Metern von Westen nach Osten und bildet zusammen mit dem so genannten „Kirchenhügel“ im Dorf Gusen, und dem Felsen, auf dem einst mitten in der Donau die Burg Spielberg errichtet wurde, und dem so genannten „Tabor“ bei Enghagen (Stadtgemeinde Enns) eine geologische Besonderheit dieser Aulandschaft. Die Berglitzl liegt auch exakt auf der Verbindungslinie zwischen der Pfarrkirche in St. Georgen an der Gusen und der Pfarrkirche in Enns und lag vermutlich seit prähistorischer Zeit bei einem wichtigen Landungspunkt am nördlichen Donauufer. Das ehemalige römische Legionslager Lauriacum lag auf der anderen Uferseite nur etwa 3 Kilometer Luftlinie von diesem uralten Heiligtum an der Donau entfernt.

## Grabungsgeschichte
Erste beigabenlose Gräber, denen keine weitere Aufmerksamkeit geschenkt wurde, wurden bereits im Jahre 1938 gefunden und dokumentiert. Auch im Jahre 1942 wurde im Zusammenhang mit den von einem Außenkommando des Konzentrationslagers Gusen durchgeführten archäologischen Ausgrabungen der bronzezeitlichen Funde am nahegelegenen „Koglberg“ eine Begehung der Berglitzl durchgeführt. 1964 wurden durch den Eigentümer einer Kiesgrube bei der Berglitzl weitere Skelettfunde gemeldet, ehe die Kiesgrube 1965 aufgelassen und mit Umgebungsmaterial eingeebnet wurde. Nachdem ein Hochwasser 1965 aus diesem Umgebungsmaterial ca. 1,5 Kubikmeter archäologisches Material freigeschwemmt hatte, wurde noch in diesem Jahr durch Ämilian Kloiber eine erste Probegrabung durchgeführt, sodass 1965 und 1966 mehrere Gräber aus slawisch-frühdeutscher Zeit freigelegt werden konnten. Eine größere Grabung im Jahre 1968 konzentrierte sich hauptsächlich auf die damals gefundene altsteinzeitliche Plateaupflasterung der Berglitzl. Grabungen in den Jahren 1969 und 1970 förderten weitere Gräber zu Tage. Die Grabungen wurden 1972 bis 1974 durch Vlasta Tovornik und Manfred Pertlwieser jährlich mit dem Schwerpunkt „urgeschichtliche Kultanlage“ weitergeführt. Eine Bewertung des auf der Berglitzl gefundenen frühmittelalterlichen Gräberfeldes mit 90 Bestattungen erfolgte 1975.

## Zeitliche Stellung der Funde

### Die altsteinzeitliche (paläolithische) Plateau-Pflasterung (ca. 120.000 bis 40.000 vor heute)
Diese wurde auf der Kuppe der Berglitzl als nahezu horizontale Ebene mit Granitsteinen direkt auf den darunter liegenden Schotterschichten des Würmglazial angeordnet. Im Zusammenhang mit diesem paläolithischen Bauwerk wurden auch zum Pflaster gehörende mousteroide Artefakte und Knochen  ausgestorbener Tiere gefunden und bestimmt. Diese gepflasterte Plateau-Ebene wurde in nachfolgenden Jahrtausenden durch eine bis zu 2 Meter dicke Löss-Schichte überdeckt.

### Der mittelsteinzeitliche (mesolithische) Werkplatz (12.000 – 6000 v. Chr.)
Dieser befand sich in einer Tiefe von ca. 2 Metern am südöstlichen Hangausläufer der Berglitzl auf der erhalten gebliebenen postglazialen Bodenoberfläche, welche damals am Ufer der Donau lag. In dieser Bodenschicht fanden sich neben zersplitterter Muschel- und Schneckengehäuse große Mengen zerschlagener Gerölle, Hornsteinrohlinge, Hornsteinabschläge und Steinwerkzeuge. Daneben zwei Herdstellen, bei welchen Holzkohlenreste, lange, spitze Tierknochenabsplitterungen und Geröllbruchstücke mit deutlichen Brandspuren und Hitzerissen lagen.

### Die mitteljungsteinzeitliche Kultanlage der Lengyel-Kultur (5.000 bis 4.000 v. Chr.)
Diese befand sich in Form von Feuer- und Depotstätten ebenfalls am Südosthang der Berglitzl über der mittelsteinzeitlichen Schicht und war in einer gekrümmten Linie entlang der ehemaligen Uferzone der Berglitzl angelegt. Die Uferzone zur Donau war durch massive Felssteinsetzungen zusätzlich befestigt. Die Feuer- und Depotstellen waren kreisrund bis lang-oval ausgeführt. In ihnen fand man gelochte, amulettartige Gegenstände aus Knochen, Tierzähnen, Muschelschalen und Stein sowie beträchtliche Mengen von  zerschlagener Keramik und Tierknochen, welche mit Klopfsteinen und Beilen aufgeschlagen waren. Einzelne Feuer- und Depotstellen wiesen auch Gefäßdeponierungen auf, welche meist kleine Flachbeile enthielten. Mehrmals fanden sich bei diesen Feuer- und Depotstätten auch zerschlagene Menschenknochen, die auf kannibalische Kulthandlungen auf der Berglitzl hinweisen.

### Die frühbronzezeitliche Kultanlage (ca. 2.000 v. Chr.)
Diese befand sich ebenfalls am Südosthang über der mesolithischen und der neolithischen Schicht. Bemerkenswert war die depotartige Anhäufung von 15 lang-walzenförmigen Steinen, welche teilweise deutliche Gebrauchsspuren trugen.
Am Südplateau wurde nahe der westlichen Steilwand auch eine vollkommen ebene, quadratische Fläche mit ungefähr 2,5 Metern Seitenlänge gefunden. In dieser wurde ein halber menschlicher Oberschenkelknochen (Femur) und ein halber Unterkiefer mit den Merkmalen gewollter Zerschlagung gefunden, der von mehreren großen Gefäßtrümmern bedeckt war. Beide Skelettteile waren von einem glattpolierten, spindelartigen Gegenstand aus Grünstein und einer Hornsäge begleitet. Darüber befand sich eine ungemein dichte und flächige Anhäufung von anscheinend an diesem Ort zerschlagenen Gefäßen und Gefäßteilen.
Über der neolithischen Kultanlage wurden auch eine horizontal zum Hang verlaufende Reihe kreisrunder, frühbronzezeitlicher Opferschächte mit 1,2 bis 2,2 Metern Durchmesser gefunden. In deren Zentrum fand man jeweils 1 bis 3 größere Vorratsgefäße mit Getreide. Um diese herum, in kreisförmiger Anordnung, mehrere bis viele kleine und kleinste Gefäße. In den Gruben fand man auch ganze Kiefer und Zähne von Caniden und Teile von verbrannten Hirschgeweihen. Die Opferschächte waren mit einer Überbauung aus armdicken Rundhölzern ausgestattet, auf denen man Feuer anzündete, bis das verstürzende Material die Opfergefäße im Schacht zerschlug.
Am Fuß des Osthanges wurde auch eine weitere Anlage mit relativ geschlossenen, langgezogenen Herdsteinsetzungen und örtlich dichten Gefäßdeponierungen entdeckt. Dort fanden sich vor allem im Gelenksverband angetroffene Tierkörperteile von Pferden und Ziegen und teilweise meterlange, armdicke verkohlte Hölzer. Die um diese Kultstätten vorgefundenen, stark angebrannten Geröllsteinpflasterungen lassen darauf schließen, dass diese aus kultischen Gründen angelegt wurden, während das Feuer noch brannte. Auch in der Bronzezeit wurde noch die Tradition der Hinterlegung besondere Gegenstände im Handlungszentrum fortgeführt. So konnten in Kultstätten ein triangulärer Bronzedolch und ein prachtvoller Feuersteindolch gefunden werden.

### Der neolithisch-frühbronzezeitliche Schalenstein
Dieser befindet sich ebenfalls an der südöstlichen Flanke. Er ist das einzige heute zugängliche Objekt und lag vor dessen Ausgrabung im Jahre 1973 jahrtausende lang unter meterdicken Fundschichten. Der dreieckige und auffallend brandgerötete Schalenstein aus Granit überragte in frühneolithischer Zeit den Wasserspiegel der Donau um etwa 1,7 Meter und war von parallel zum Ufer verlaufenden einreihigen Großsteinsetzungen begleitet. Im Umfeld dieses Schalensteines fand man neben Tierkörperteilen im Skelettverband, Bronzewerkzeugen und einer Vielzahl von Grünstein-Flachbeilen vor allem auch halbierte Unterkiefer in besonderen Positionen sowie zerschlagene und teilweise angebrannte Menschenknochen. An diesem bedeutenden Wasserheiligtum wurde ein Kult mit intensivem Feuergebrauch praktiziert. Von besonderer Bedeutung ist auch der Fund von besonders angeordneten Skelettteilen eines Mädchens, welche auf ein dort durchgeführtes Mädchenopfer hinweisen.

### Das frühmittelalterliche Gräberfeld (8. bis 10. Jh. n. Chr.)
Bis 1975 wurden 102 Gräber aus karolingischer Zeit gefunden. Die ersten Bestattungen fanden auf diesem Friedhof, der in einer bis 2 Meter dicken Löss-Schicht über dem altsteinzeitlichen Plateaupflaster angelegt wurde, noch vor 800 statt und endeten im 9. Jahrhundert. Die Toten wurden in dieser Zeit in 4 bis 5 getrennten Gruppen bestattet. Das Faktum, dass den früheren Bestattungen  Grabbeigaben beigefügt wurden und die späteren Bestattungen ohne Grabbeigaben erfolgten, lässt auf die zu dieser Zeit in diesem Raum erfolgte fortschreitende Missionierung der heidnisch-slawischen Bevölkerung durch die bereits christlichen Bayern und eine Zuwendung zur Bestattungsordnung einer zu dieser Zeit in diesem Raum entstehenden Kirchenorganisation schließen. Typische Grabbeigaben waren zum Beispiel: Geflügel, Fisch, Körperteile von Schaf, Ziege, Schwein und Kalb in 3–4 Wellenband-Töpfen, Waffen, Eisenmesser, Geräte. Die Sitte der Grabbeigaben endet gegen Mitte des 9. Jahrhunderts. Bei einem Teil der Toten wurden auch Bruchstücke jener Schüsseln, die beim Totenmahl verwendet wurden, im Verfüllmaterial der Gräber gefunden. Auffallend ist auch, dass 48 Prozent der bestatteten Kinder im Alter bis etwa 7 Jahren waren, sowie dass ein männliches Übergewicht von etwa einem Drittel unter den Erwachsenen bestand. Noch heute wird ein kleines Anwesen neben der Berglitzl "Freithofer" genannt. Möglicherweise steht auch das Granitplateau „Kirchenhügel“ im Dorf Gusen in einem Zusammenhang mit diesem Friedhof aus karolingischer Zeit. Möglicherweise aber auch ein angenommener früher Kirchenbau auf dem nahegelegenen Frankenberg.

## Zugang
Das Areal liegt auf Privatbesitz, bei einer Besichtigung ist der Grundeigentümer zu fragen.